# ビリー・ウィリアムズ (撮影監督)
ビリー・ウィリアムズ（Billy Williams OBE, BSC, 1929年6月3日 - 2025年5月20日または5月21日）は、イギリスの撮影監督。ロンドン、ウォルサムストー (Walthamstow) 生まれ。

## 人物
『恋する女たち』（1969年）、『黄昏』（1981年）、『ガンジー』（1982年）など多数の映画で撮影を担当し、『ガンジー』ではオスカーを獲得した。ウィリアムズは、同名の父の下でカメラマンの見習い修行を4年間行なった。その後、イギリス空軍に写真家として勤務した。除隊後、ブリティッシュトランスポート・フィルムズ (British Transport Films, BTF) に職を得て、ありとあらゆる種類の交通機関映像を撮影した。
その後、イラク石油会社 (Iraq Petroleum Company) に依頼された撮影のためにイラクへ赴いた（後年、ウィリアムズは『エクソシスト』（1973年）の冒頭場面の撮影で、イラクを再訪した）。当時、ウィリアムズは自前のアリフレックスのカメラを使用していた。ウィリアムズは、数年間にわたりドキュメンタリーの仕事をしながら、将来は長編（フィーチャー）映画に進出することを志していた。
長編を手がける前に、ウィリアムズはコマーシャルのカメラマンの仕事をして、映画監督のケン・ラッセルやジョン・シュレシンジャー（BTFの仕事を経験していた）の知遇を得た。1965年、通常経験する撮影助手 (focus puller, operator) の階梯をとばして、いきなり撮影監督として初めて長編『サン・フェリー・アン (San Ferry Ann)』を撮ることとなった。その後、数作品で経験を積み、1967年にはラッセルの『10億ドルの頭脳 (Billion Dollar Brain)』の撮影を担当した。
『ガンジー』が8部門で受賞した第55回アカデミー賞では、ロニー・テイラーとともに、撮影賞を受賞した。
『風とライオン』では、ウィリアムズはカメオ出演もしており、主役のショーン・コネリーが扮したベルベル人族長との撃ち合いで殺されるタンジェのイギリス人貴族を演じた。また、『容疑者』（1987年）では、歌手のシェールと共演した。
ウィリアムズは、1996年の元日に引退した。引退後は、各地を旅行し、映画に関するワークショップを各地で開催した。2009年の女王誕生記念叙勲 (Birthday Honours) において、大英帝国勲章 (OBE) を受章した。ウィリアムズは、撮影監督についてのデイヴィッド・A・エリス (David A. Ellis) の著書『Conversations with Cinematographers』で取り上げられた。
2025年5月20日または21日に死去。96歳没。